# Eviota geminata
Eviota geminata, tên thông thường là geminate dwarfgoby, là một loài cá biển thuộc chi Eviota trong họ Cá bống trắng. Loài này được mô tả lần đầu tiên vào năm 2014.

## Từ nguyên
Theo tiếng Latinh, từ geminata trong danh pháp của E. geminata bắt nguồn từ geminatus có nghĩa là "sinh đôi", ám chỉ việc chúng rất giống với loài họ hàng Eviota randalli.

## Phạm vi phân bố và môi trường sống
E. geminata có phạm vi phân bố tại Biển Đỏ, và được tìm thấy ở ngoài khơi Ả Rập Xê Út. Các mẫu vật được thu thập gần các rạn san hô ở độ sâu khoảng 5 – 12 m.

## Mô tả
Chiều dài cơ thể tối đa được ghi nhận ở E. geminata là 1,4 cm.
Số gai ở vây lưng: 7; Số tia vây ở vây lưng: 8; Số gai ở vây hậu môn: 1; Số tia vây ở vây hậu môn: 8; Số tia vây ở vây ngực: 15.